# Station Wólka Ratowiecka
Station Wólka Ratowiecka is een spoorwegstation in de Poolse plaats Wólka Ratowiecka.